# Abwrackwerften in Mumbai
Koordinaten: 18° 58′ 20″ N, 72° 51′ 12″ O
Die Abwrackwerften in Mumbai dienen der Schiffsverschrottung. Das Areal liegt nördlich der Bombay-Docks im Mumbaier Stadtteil Lakri Bunder South und gehört dem Mumbai Port Trust. Das Gebiet ist in sogenannte Plots unterteilt, auf denen sechs bis maximal acht Schiffe zur gleichen Zeit abgebrochen werden können. Zu den namhaften Unternehmen gehört das seit über 50 Jahren agierende Unternehmen Ghasiram Gokalchand. Die Bedeutung ist um ein Vielfaches geringer als die der Abwrackwerften bei Alang.
Der Lohn der Arbeiter liegt bei etwa 1,50 Euro am Tag. Ferner fehlt ihnen eine Ausbildung. Im Jahr 2003 startete der Internationale Metallgewerkschaftsbund ein Pilotprojekt für die etwa 6.000 Abwrackarbeiter.